# 恵那市消防本部
恵那市消防本部（えなししょうぼうほんぶ）は、岐阜県恵那市の消防部局（消防本部）。管轄区域は恵那市全域。

## 概要
- 消防本部：岐阜県恵那市長島町正家1015番地2
- 管内面積：504.24km2
- 職員定数：80人
- 消防署3カ所、分署1カ所、分遣所1カ所
- 主力機械（2024年4月1日現在）
  - 水槽付消防ポンプ自動車：4
  - 化学消防自動車：1
  - 救急自動車：7
  - 救助工作車：2
  - 小型動力ポンプ付水槽車：2
  - 指揮車：2
  - 多目的活動車：1
  - 全地形活動車：1
  - 資機材搬送車：2
  - 指導車：1
  - 広報車：5
  - 防火広報車：1
  - その他： 2

## 沿革
（【恵南】は恵南消防組合の事項である）
- 1963年4月1日 - 恵那市消防本部・恵那市消防署を設置する。
- 1965年7月13日 - 消防本部・消防署庁舎を新築する。
- 1979年4月 - 【恵南】恵那郡岩村町・山岡町・明智町・串原村・上矢作町の4町1村で構成する恵南消防組合の設立が岐阜県知事より許可される。
- 1979年6月1日 - 【恵南】恵南消防組合が1本部（恵南消防組合消防本部）2署（岩村消防署・明智消防署）体制で業務を開始する。
- 1980年2月 - 【恵南】消防本部・岩村消防署庁舎、明智消防署庁舎が竣工する。
- 1983年10月27日 - 蛭川分署を開設する。
- 1985年5月 - 【恵南】上矢作分所を開設し、昼間業務を開始する。
- 1989年11月 - 【恵南】上矢作分所が24時間体制となる。
- 1990年3月 - 【恵南】上矢作分所新庁舎が竣工する。
- 2004年10月25日 - 恵那市・岩村町・山岡町・明智町・串原村・上矢作町の新設合併に伴い、新たな恵那市が発足する。
  - 恵南消防組合が合併前日をもって解散し、新たな恵那市に承継する。
  - 恵那市消防本部と恵南消防組合消防本部を統合のうえ、新たな恵那市消防本部を設置し、1本部3署（恵那消防署・岩村消防署・明智消防署）2分署（蛭川分署・上矢作分署）体制となる。
- 2005年2月13日 - 中津川市が蛭川村を編入合併する。
  - 中津川市より旧蛭川村区域の消防事務を受託継続する。
- 2007年3月31日 - 旧蛭川村区域の消防事務受託が終了する。
- 2007年4月1日　旧蛭川村区域の消防事務を中津川市に承継する。
  - 恵那消防署蛭川分署は中津川市西消防署蛭川分署となる。
- 2008年12月25日 - 恵那市消防防災センター庁舎を現在地に新築。
- 2009年3月2日 - 新築した恵那市消防防災センター庁舎に恵那市消防本部および恵那消防署が移転し、業務運用を開始。
- 2018年4月2日 - 中野方救急分遣所を開設する。

## 組織
- 本部 - 消防総務課、予防課、消防課
- 消防署

## 消防署

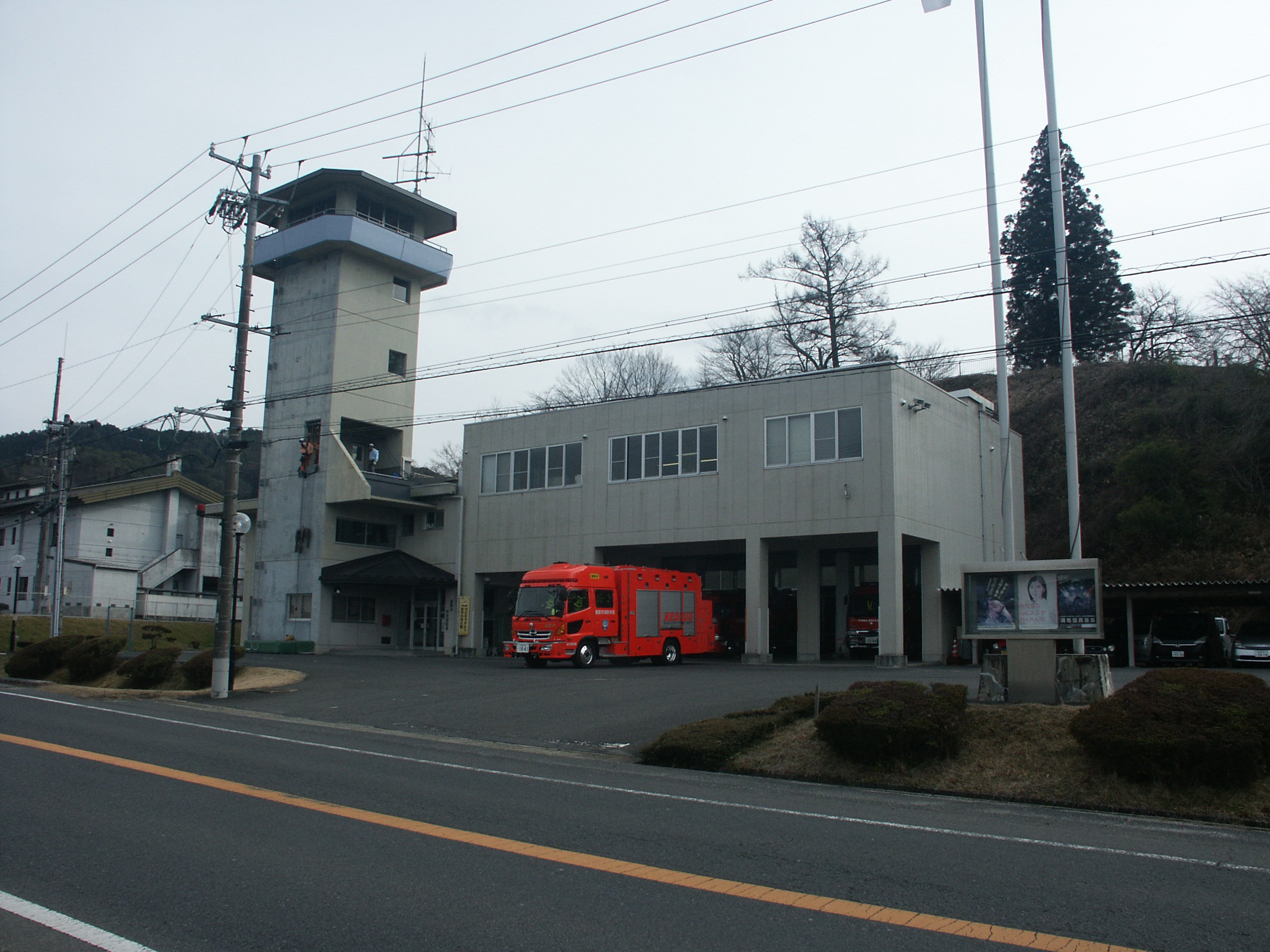
岩村消防署

| 消防署     | 住所             | 分署                    | 分遣所                  |
| ---------- | ---------------- | ----------------------- | ----------------------- |
| 恵那消防署 | 長島町正家1-1-28 | なし                    | 中野方 : 中野方町1802-1 |
| 岩村消防署 | 岩村町1662-1     | 上矢作：上矢作町下715-1 | なし                    |
| 明智消防署 | 明智町749-1      | なし                    | なし                    |